# Adalbert Ibrahim Kapandji
Adalbert Ibrahim Kapandji, né le 17 avril 1928 à Paris 16e et mort le 7 janvier 2019 à Longjumeau (Essonne), est un chirurgien orthopédique français spécialisé dans la chirurgie de la main, fondateur de deux cliniques en Essonne, et auteur de nombreux ouvrages sur la biomécanique, l'anatomie fonctionnelle et la physiologie articulaire.

## Biographie

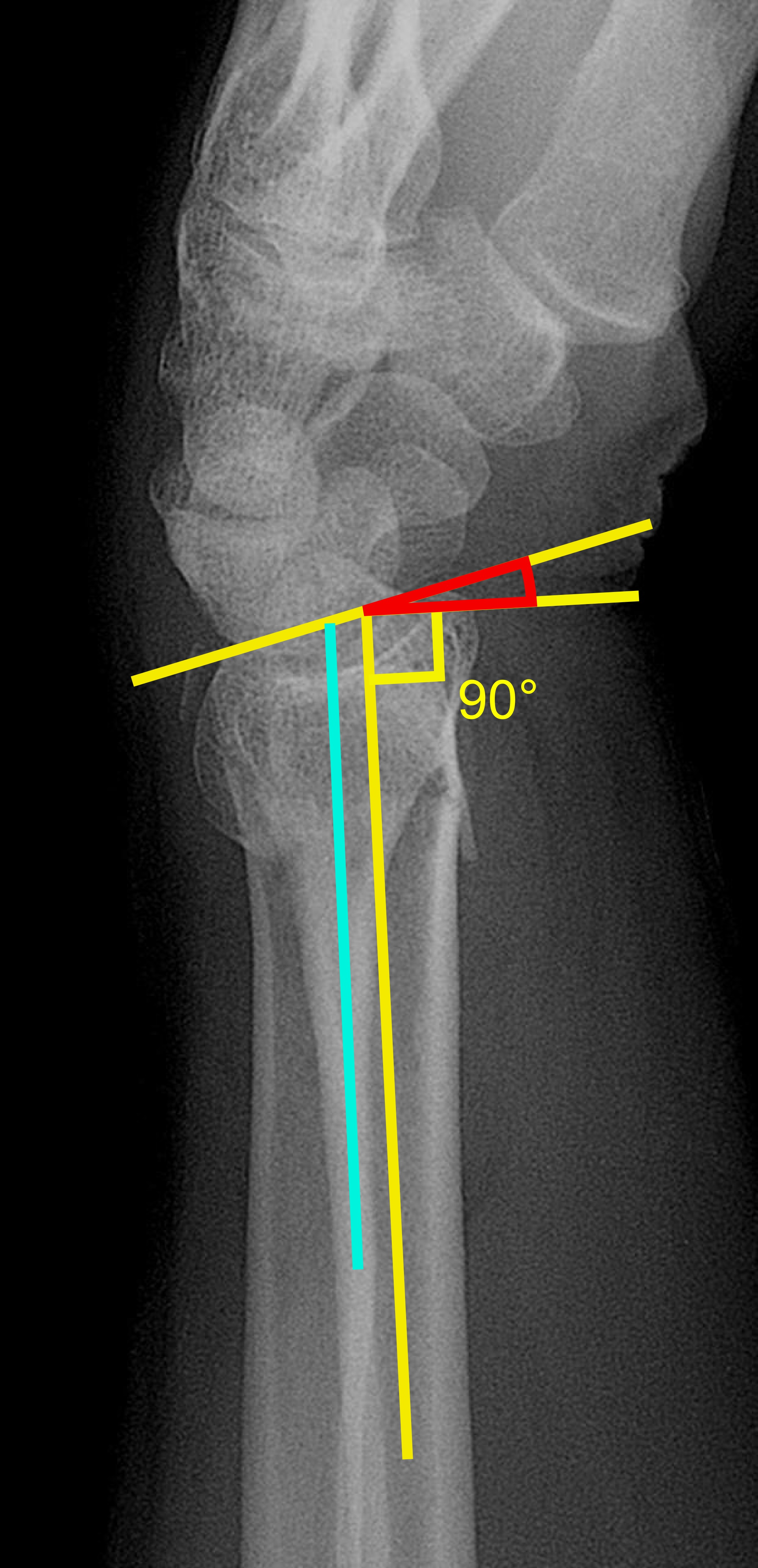
Traitement d'une fracture distale de radius selon la méthode Kapandji.

Né d'une mère artiste peintre et d'un père chirurgien, Adalbert Ibrahim Kapandji est descendant d'une famille Turque installée à Paris. Il finit ses études de médecine en 1960 à la faculté de médecine de Paris et se spécialise en chirurgie orthopédique après quelques années consacrées à la chirurgie générale.
En outre, il se distingue par le développement de nouvelles procédures diagnostiques et thérapeutiques, telles que la prothèse cardan ou la méthode de traitement de fractures de poignet.

## Biomécanique
Un collègue le recruta pour enseigner la mécanique articulaire dans une école de kinésithérapie, ce qui lui a permis de développer son sens du dessin anatomique et de vulgarisation scientifique, en se basant sur les œuvres de Duchenne, qui manquaient d'illustrations.

## Œuvres littéraires
Les ouvrages d'Adalbert Ibrahim Kapandji sont connus par de nombreuses générations de professionnels de santé, particulièrement ceux d'anatomie fonctionnelle, caractérisés par leurs schémas et leurs dessins, qui montrent la forme des surfaces articulaires et leur comportement devant l'action des éléments moteurs.
La diffusion de ces œuvres a été tellement grande qu'actuellement, pour beaucoup d'étudiants, le terme Kapandji est un synonyme pour ses livres, étant l'une des plus grandes autorités reconnues actuellement par les docteurs, étudiants et professionnels en ce qui concerne l'anatomie fonctionnelle.

## Villas Kapandji
Il existe plusieurs demeures, dans l'ancien quartier des Campagnes de Thessalonique (Salonique), ayant appartenu avant la Première Guerre mondiale à des membres Dönme (Juifs convertis à l'islam) de la famille Kapandji, telles la villa Ahmet-Kapandji (1905) et la villa Mehmet-Kapandji (1898).